# Phyllophaga durangosa
Phyllophaga durangosa är en skalbaggsart som beskrevs av Saylor 1943. Phyllophaga durangosa ingår i släktet Phyllophaga och familjen Melolonthidae. Inga underarter finns listade i Catalogue of Life.